# Potter's Field
Potter's Field é o segundo álbum de estúdio da banda americana de Post grunge Cristão 12 Stones. Lançado em 24 de Agosto de 2004 pela gravadora Wind-up Records.

## Faixas
| N.º | Título                  | Duração |  |
| 1.  | "Shadows"               | 3:45    |  |
| 2.  | "The Last Song"         | 3:25    |  |
| 3.  | "Far Away"              | 3:21    |  |
| 4.  | "Speak Your Mind"       | 4:02    |  |
| 5.  | "Lifeless"              | 3:42    |  |
| 6.  | "Bitter"                | 3:34    |  |
| 7.  | "Photograph"            | 3:58    |  |
| 8.  | "3 Leaf Loser"          | 4:37    |  |
| 9.  | "Stay"                  | 4:30    |  |
| 10. | "Waiting for Yesterday" | 3:51    |  |
| 11. | "In Closing"            | 3:59    |  |

## Posições nas paradas musicais
| País - Parada Musical (2004)          | Melhor posição |
| ------------------------------------- | -------------- |
| Estados Unidos - Billboard 200        | 29             |
| Estados Unidos - Top Christian Albums | 2              |